# Parlamentswahl in Belgien 2024
- PTB/
PVDA: 15
- Ecolo: 3
- Groen: 6
- Vooruit: 13
- PS: 16
- DéFI: 1
- MR: 20
- Open VLD: 7
- LE: 14
- CD&V: 11
- N-VA: 24
- VB: 20

- N-VA: 24
- MR: 20
- LE: 14
- Vooruit: 13
- CD&V: 11
- VB: 20
- PS: 16
- PTB/
PVDA: 15
- Open VLD: 7
- Groen: 6
- Ecolo: 3
- DéFI: 1

Die Wahl zur belgischen Abgeordnetenkammer fand am 9. Juni 2024 und damit am selben Tag wie die Europawahl statt. Zugleich fanden die regionalen Parlamentswahlen in Flandern, Wallonien, der Region Brüssel-Hauptstadt und der Deutschsprachigen Gemeinschaft statt.
Die Wahl zur belgischen Abgeordnetenkammer ergab ein gemischtes Bild, ohne ausgeprägte Tendenz in eine bestimmte Richtung. In Flandern gewannen die beiden großen flämisch-nationalistischen Parteien hinzu, ohne dass aber der radikalere Vlaams Belang die gemäßigtere Nieuw-Vlaamse Alliantie (NV-A) überholen konnte. Auch die flämischen Sozialisten (Vooruit) und Kommunisten (PVDA) gewannen Stimmenanteile, während ihre wallonischen Schwesterparteien (PS und PTB) Stimmen verloren. Die Liberalen verloren stark in Flandern (Open Vlaamse Liberalen en Democraten (OpenVLD)) und gewannen deutlich in Wallonien (Mouvement Réformateur (MR)) hinzu. Die Christdemokraten gewannen deutlich in Wallonien (Les Engagés (LE)) hinzu und verloren leicht in Flandern (Christen-Democratisch en Vlaams (CD&V)). Wahlverlierer waren die Grünen, besonders deutlich in Wallonien.
Zwar nahm der Stimmenanteil der Parteien der regierenden „Vivaldi-Koalition“ von 53,4 auf 46,5 Prozent ab, doch konnte diese trotz des Verlusts von 15 Parlamentsmandaten ihre Mehrheit mit insgesamt 77 Abgeordneten in der 150 Sitze umfassenden Abgeordnetenkammer knapp behaupten. Allgemein wurde das Wahlergebnis als Niederlage der regierenden Koalition angesehen. Vertreter verschiedener Regierungsparteien erklärten, keine Neuauflage der bisherigen Koalition anzustreben.

## Vorgeschichte

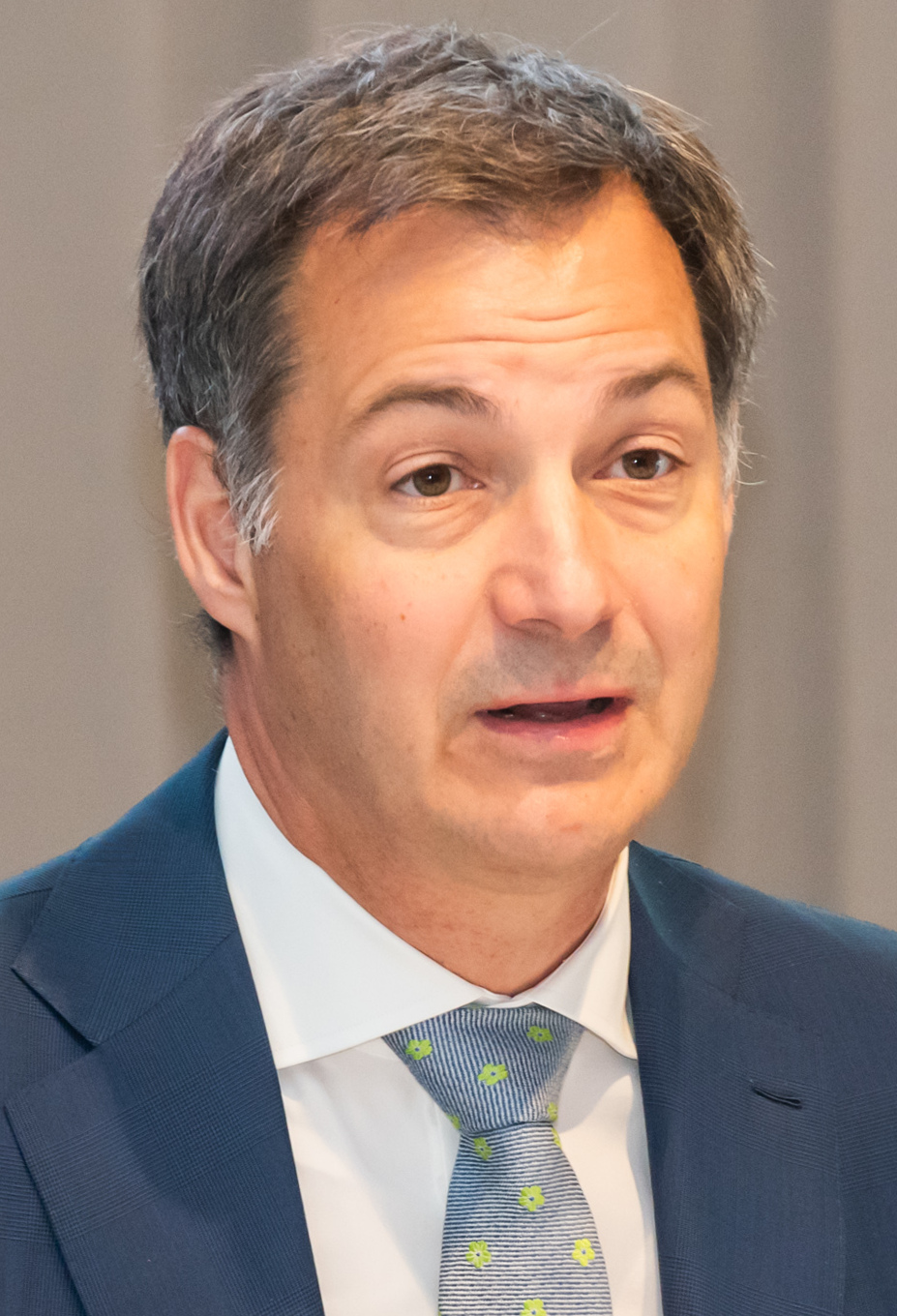
Premierminister Alexander De Croo

Bei der letzten Parlamentswahl am 26. Mai 2019 waren Vertreter von insgesamt zwölf Parteien in die Abgeordnetenkammer und den Senat gewählt worden. Hauptgewinner waren in Flandern der rechtsnationalistische Vlaams Belang, die gesamtbelgische marxistische Partei der Arbeit Belgiens und die grünen Parteien in Flandern (Groen) und Wallonien (Ecolo). Die beiden erstgenannten galten den anderen Parteien aufgrund ihre extremen Programmatik als nicht koalitionsfähig. Da fast alle Parteien ihre Wählerbasis entweder in Wallonien oder in Flandern hatten, gab es entsprechend viele Partikularinteressen (vgl. flämisch-wallonischer Konflikt), und die Verhandlungen über eine neue Regierungsbildung zogen sich über viele Monate hin. Die amtierende Regierung Michel II blieb zunächst geschäftsführend im Amt. Nachdem Premierminister Michel zum Präsidenten des Europäischen Rates gewählt worden war, wurde die bisherige Haushaltsministerin Sophie Wilmès (MR) am 27. Oktober 2019 geschäftsführende Premierministerin. Vor dem Hintergrund der COVID-19-Pandemie wurde die Notwendigkeit einer stabilen Regierung dringlicher, und am 17. März 2020 wurde die für eine Übergangszeit von sechs Monaten konzipierte Regierung Wilmès II vereidigt, der aufgrund der Krise besondere Vollmachten erteilt wurden. Nach erneuten längeren Verhandlungen wurde am 1. Oktober 2020 – 493 Tage nach der Wahl – die Regierung De Croo vereidigt. Die neue Regierung war eine Koalition aus Liberalen, Sozialdemokraten, Christdemokraten und Grünen. Sie stützte sich auf eine sogenannte „Vivaldi-Koalition“ aus sieben Parteien: Open Vld, MR, PS, sp.a, CD&V, Ecolo und Groen.
Die Regierung De Croo kam in einer schwierigen Zeit ins Amt. Die Wirtschaft hatte mit den Auswirkungen der weltweiten COVID-19-Pandemie zu kämpfen. Die ökonomischen Folgen der Pandemie konnten relativ gut in den Griff bekommen werden. In der Frage der Atomenergie waren die Koalitionsparteien gespalten. Die Grünen wollten am beschlossenen Ausstieg aus der Atomenergie im Jahr 2025 festhalten. Die Liberalen wollten zwei Reaktoren länger am Netz behalten. Die an der Regierung nicht beteiligten flämischen Nationalisten sprachen sich grundsätzlich gegen den Atomausstieg und den dann erforderlichen Neubau von Gaskraftwerken aus. Uneinigkeiten zwischen Sozialisten und Liberalen und Christdemokraten gab es auch in Fragen der Renten- und Arbeitsmarktreform sowie der Haushaltssanierung.
Am 24. Februar 2022 begann die russische Invasion der Ukraine, die aufgrund des gemeinsamen europäischen Beschlusses zur möglichst schnellen Beendigung der russischen Erdgas- und Erdöllieferungen in den meisten Mitgliedsstaaten der Europäischen Union Probleme bei der Sicherung der Energieversorgung verursachte. Am 16. März 2022 präsentierte die grüne Energieministerin Tinne Van der Straeten einen Plan, der eine Laufzeitverlängerung der beiden jüngsten der sieben noch in Betrieb befindlichen Kraftwerksblöcke (Tihange 3 und Doel 4) vorsah – eine Kehrtwende grüner Energiepolitik. Im November 2023 schloss Premierminister De Croo eine Laufzeitverlängerung auch weiterer Reaktoren nicht aus. In einer Erklärung zur Lage Belgiens am 10. Oktober 2023 verteidigte der Premierminister die Bilanz seiner dreijährigen Koalitionsregierung. Er stellte in Aussicht, dass Belgien im Jahr 2024 das Maastricht-Kriterium von drei Prozent Neuverschuldung bezogen auf das Bruttoinlandsprodukt einhalten werde. Allerdings bezog sich dies auf die Finanzen des Gesamtstaats. Unter Berücksichtigung aller Gebietskörperschaften wurde die zu erwartende Neuverschuldung auf bis zu fünf Prozent geschätzt. De Croo betonte, dass das Wirtschaftswachstum Belgiens in den letzten drei Jahren höher gewesen sei, als das Deutschlands oder Frankreichs. Er nannte die Flexibilisierung des Arbeitsmarkts und die Einführung einer Mindestrente von 1500 Euro pro Monat als Erfolge seiner Regierung. Die flämischen Parteien Vlaams Belang und die Neu-Flämische Allianz/N-VA kritisierten die Politik der Regierung als ein anhaltendes haushaltspolitisches Chaos, und die gesamtbelgische linkspopulistische PTB/PVDA warf der Regierung soziale Kälte und eine neoliberale Wirtschaftspolitik vor. Kritisiert wurde die Wirtschaftspolitik der Regierung im Dezember 2023 auch vom Gouverneur der Belgischen Nationalbank Pierre Wunsch. Angesichts eines Haushaltsdefizits von 4,3 Prozent im Jahr 2024 und einer voraussichtlichen Staatsverschuldung von 106 Prozent des Bruttoinlandsprodukts im Jahr 2025 bilde Belgien zusammen mit der Slowakei, Frankreich und Italien eine Gruppe von Ländern, die ihre Staatsfinanzen nicht unter Kontrolle bekämen.

## Wahlsystem

Zahl der gewählten Abgeordneten pro Wahlkreis

Jede Provinz Belgiens und die Region Brüssel-Hauptstadt bilden jeweils einen Wahlkreis. In jedem Wahlkreis werden die Sitze nach dem D’Hondt-Verfahren proportional verteilt. Es besteht eine Sperrklausel (5-Prozent-Hürde). In den kleineren Wahlkreisen ist es möglich, dass auch eine Partei mit einem Stimmenanteil von deutlich mehr als 5 Prozent keinen Sitz erhält. Die Bewohner von sechs zu Flämisch-Brabant gehörenden sogenannten Fazilitäten-Gemeinden rund um Brüssel können ihre Stimme auch für eine Liste im Wahlkreis Brüssel abgeben.
Die Zahl der Abgeordneten je Wahlkreis wird nach der Verfassung alle zehn Jahre gemäß den aktuellen Bevölkerungszahlen (einschließlich Ausländer) durch königlichen Erlass festgelegt. Da Brüssel einen überdurchschnittlichen Ausländeranteil aufweist, ist dort die Zahl der Wahlberechtigten je Sitz kleiner als im übrigen Land. Im Vergleich zur Wahl von 2019 änderte sich durch diese Praxis in einigen Wahlkreisen die Abgeordnetenzahl: Brüssel und der Provinz Namur wurde je ein Abgeordneten mehr zugewiesen, den Provinzen Lüttich und Hennegau je einer weniger. Gemäß königlichem Erlass vom 30. Juli 2022 verteilen sich die Sitze auf die Wahlkreise wie folgt (in Klammern Veränderungen im Vergleich zu 2019) :
- Region Brüssel-Hauptstadt 16 Sitze (+1)

Flandern: insgesamt 87 Sitze
- Provinz Westflandern 16 Sitze
- Provinz Ostflandern 20 Sitze
- Provinz Antwerpen 24 Sitze
- Provinz Limburg 12 Sitze
- Provinz Flämisch-Brabant 15 Sitze

Wallonien: insgesamt 47 Sitze (−1)
- Provinz Wallonisch-Brabant 5 Sitze
- Provinz Hennegau 17 Sitze (−1)
- Provinz Namur 7 Sitze (+1)
- Provinz Luxemburg 4 Sitze
- Provinz Lüttich 14 Sitze (−1)

Jeder Wähler kann eine Liste wählen, indem er entweder die Liste als Ganze wählt oder innerhalb der Liste beliebig vielen Kandidaten je eine Präferenzstimme gibt.
Die Wahllokale waren von 8 Uhr bis 14 Uhr (bei traditioneller Stimmabgabe) bzw. 16 Uhr (bei elektronischer Stimmabgabe) geöffnet.

## Parteien und Kandidaten

### Parteien
Insgesamt treten 25 Parteien an, davon zwei landesweit. In mindestens fünf Wahlkreisen kandidieren folgende Parteien:
| Partei            | Ergebnis 2019 | Ergebnis 2019 | Wahlteilnahme                                    |
| Partei            | Stim- men     | Sitze         | Wahlteilnahme                                    |
| ----------------- | ------------- | ------------- | ------------------------------------------------ |
| N-VA              | 16,0 %        | 25            | alle Wahlkreise                                  |
| Vlaams Belang     | 11,9 %        | 18            | flämische Wahlkreise und Brüssel                 |
| Vooruit           | 6,7 %         | 9             | flämische Wahlkreise *                           |
| PS                | 9,5 %         | 20            | wallonische Wahlkreise und Brüssel               |
| Open VLD          | 8,5 %         | 12            | flämische Wahlkreise *                           |
| MR                | 7,6 %         | 14            | wallonische Wahlkreise und Brüssel               |
| CD&V              | 8,9 %         | 12            | flämische Wahlkreise *                           |
| Les Engagés       | 3,7 %         | 5             | wallonische Wahlkreise und Brüssel               |
| Groen             | 6,1 %         | 8             | flämische Wahlkreise *                           |
| Ecolo             | 6,1 %         | 13            | wallonische Wahlkreise und Brüssel               |
| PTB/PVDA          | 8,6 %         | 12            | alle Wahlkreise außer Luxemburg                  |
| DéFI              | 2,2 %         | 2             | wallonische Wahlkreise und Brüssel               |
| Collectif Citoyen | 0,3 %         | –             | wallonische Wahlkreise und Brüssel               |
| BUB               | 0,1 %         | –             | alle Wahlkreise außer Westflandern und Luxemburg |
| BLANCO            | –             | –             | alle Wahlkreise                                  |
| Voor U            | –             | –             | flämische Wahlkreise und Brüssel                 |
| Chez Nous         | –             | –             | wallonische Wahlkreise                           |

Folgende weitere Parteien kandidieren in höchstens drei Wahlkreisen:
- Agora: Brüssel, Wallonisch-Brabant, Namur
- l‘Unie: Flämisch-Brabant, Brüssel, Wallonisch-Brabant
- Volt Belgien: Antwerpen, Brüssel
- Lutte ouvrière: Brüssel, Hennegau
- RMC: Wallonisch-Brabant, Lüttich
- DierAnimal: Antwerpen
- Team Fouad Ahidar: Brüssel
- Gezond Verstand: Ostflandern

### Spitzenkandidaten
Im Vorfeld der Wahl nominierten die großen Parteien ihre Spitzenkandidaten.

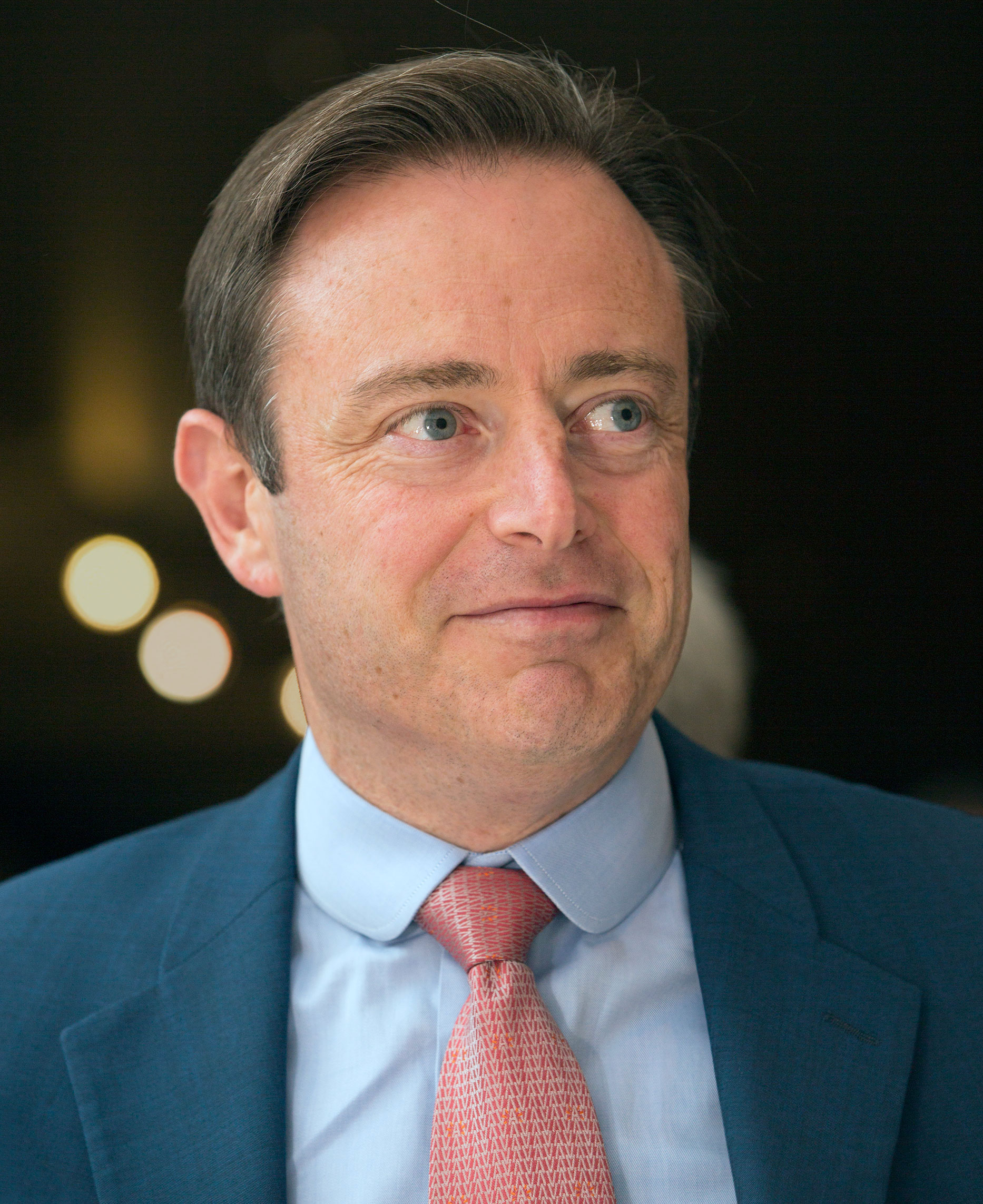
Bart De Wever (N-VA)
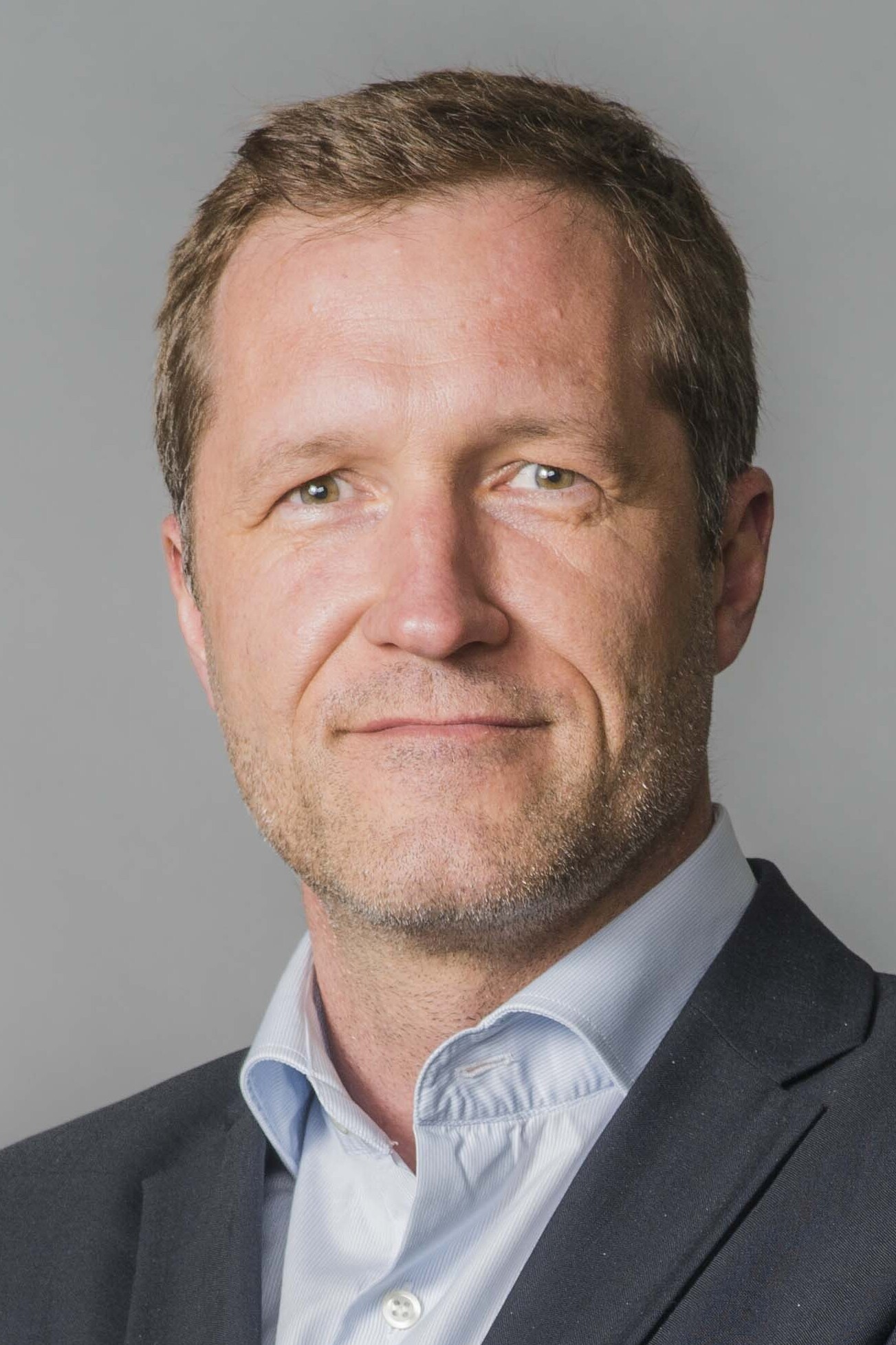
Paul Magnette (PS)
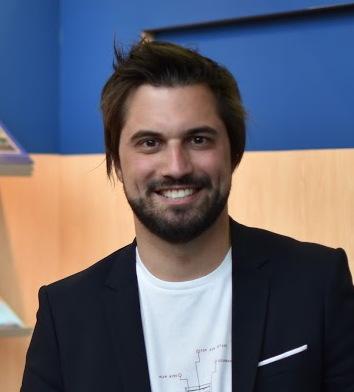
Georges-Louis Bouchez (MR)
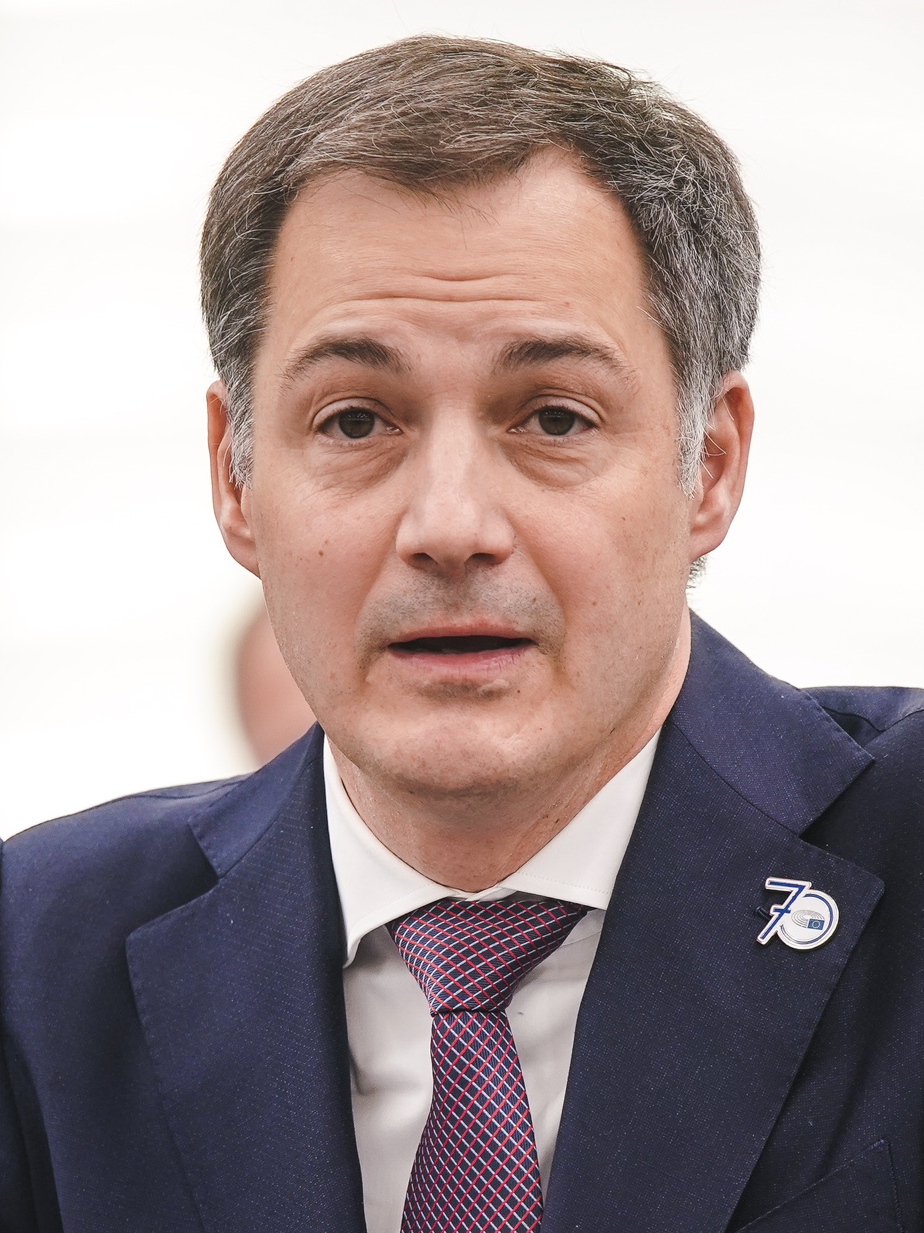
Alexander De Croo (Open Vld)

## Ergebnisse

Stimmenstärkste Parteien in den Gemeinden

Stimmenstärkste Parteien nach Wahlkantonen

Nach erfolgter Wahl entschied sich Alexia Bertrand, die auf der gemeinsamen Liste von MR und Open Vld (formell unter dem Parteisymbol der MR) in Brüssel gewählt wurde, und sowohl Mitglied der Open Vld als auch MR war, aufgrund sprachlicher Präferenz für erstere. Tinne Van der Straeten, die in Brüssel auf Platz drei der gemeinsamen Ecolo-Groen-Liste (formell unter dem Parteisymbol von Ecolo) stand, erreichte aufgrund großer Präferenzstimmenzahl eines der beiden Mandate, die an die Liste gingen. Der auf Platz 2 der Liste stehende Ecolo-Kandidat ging dafür leer aus. Im Effekt verloren MR und Ecolo je ein Mandat und Groen und Open Vld gewannen eines hinzu. Diese Änderungen sind in der folgenden Tabelle berücksichtigt
| Partei                                          | Partei                                              | Stimmen   | Stimmen  | Stimmen | Sitze  | Sitze              | Sitze   |
| Partei                                          | Partei                                              | Zahl      | in %     | +/-     | Zahl   | in %               | +/-     |
| ----------------------------------------------- | --------------------------------------------------- | --------- | -------- | ------- | ------ | ------------------ | ------- |
|                                                 | N-VA                                                | 1.167.061 | 16,71 %  | ▲0,68 % | 24     | 16,0 %             | ▼1      |
|                                                 | Vlaams Belang                                       | 961.601   | 13,77 %  | ▲1,82 % | 20     | 13,3 %             | ▲2      |
|                                                 | MR                                                  | 716.934   | 10,26 %  | ▲2,70 % | 19     | 12,7 %             | ▲5      |
|                                                 | PTB/PVDA französischsprachig niederländischsprachig | 688.369   | 9,86 %   | ▲1,23 % | 15 8 7 | 10,0 % 5,3 % 4,7 % | ▲3 ▬ ▲3 |
|                                                 | Vooruit                                             | 566.436   | 8,11 %   | ▲1,40 % | 13     | 8,7 %              | ▲4      |
|                                                 | PS                                                  | 561.602   | 8,04 %   | ▼1,42 % | 16     | 10,7 %             | ▼4      |
|                                                 | cd&v                                                | 557.392   | 7,98 %   | ▼0,91 % | 11     | 7,3 %              | ▼1      |
|                                                 | Les Engagés                                         | 472.755   | 6,77 %   | ▲3,07 % | 14     | 9,3 %              | ▲9      |
|                                                 | Open Vld                                            | 380.659   | 5,45 %   | ▼3,09 % | 8      | 5,3 %              | ▼4      |
|                                                 | Groen                                               | 324.608   | 4,65 %   | ▼1,46 % | 7      | 4,7 %              | ▼1      |
|                                                 | Ecolo                                               | 204.438   | 2,93 %   | ▼3,22 % | 2      | 1,3 %              | ▼11     |
|                                                 | DéFI                                                | 84.024    | 1,20 %   | ▼1,02 % | 1      | 0,7 %              | ▼1      |
|                                                 | Parti.j BLANCO                                      | 75.683    | 1,08 %   | (neu)   | 0      | 0,0 %              | (neu)   |
|                                                 | Chez Nous                                           | 64.058    | 0,92 %   | (neu)   | 0      | 0,0 %              | (neu)   |
|                                                 | Voor U                                              | 43.346    | 0,62 %   | (neu)   | 0      | 0,0 %              | (neu)   |
|                                                 | Collectif Citoyen                                   | 35.706    | 0,51 %   | ▲0,20 % | 0      | 0,0 %              | ▬       |
|                                                 | Team Fouad Ahidar                                   | 24.826    | 0,36 %   | (neu)   | 0      | 0,0 %              | (neu)   |
|                                                 | Belgische Union                                     | 15.780    | 0,23 %   | ▲0,13 % | 0      | 0,0 %              | ▬       |
|                                                 | DierAnimal                                          | 10.341    | 0,15 %   | ▼0,55 % | 0      | 0,0 %              | ▬       |
|                                                 | Volt Belgien                                        | 7.245     | 0,10 %   | ▲0,08 % | 0      | 0,0 %              | ▬       |
|                                                 | Lutte Ouvriere                                      | 6.552     | 0,09 %   | ▲0,01 % | 0      | 0,0 %              | ▬       |
|                                                 | l’Unie                                              | 5.640     | 0,08 %   | (neu)   | 0      | 0,0 %              | (neu)   |
|                                                 | RMC                                                 | 4.025     | 0,06 %   | (neu)   | 0      | 0,0 %              | (neu)   |
|                                                 | Agora                                               | 3.473     | 0,05 %   | (neu)   | 0      | 0,0 %              | (neu)   |
|                                                 | GV-Gezond Verstand                                  | 2.352     | 0,03 %   | (neu)   | 0      | 0,0 %              | (neu)   |
| Gültige Stimmen                                 | Gültige Stimmen                                     | 6.984.906 | 94,37 %  |         |        |                    |         |
| Ungültige Stimmen                               | Ungültige Stimmen                                   | 416.577   | 5,63 %   |         |        |                    |         |
| Abgegebene Stimmen                              | Abgegebene Stimmen                                  | 7.401.483 | 100,00 % | —       | 150    | 100,0 %            | ▬       |
| Nichtwähler                                     | Nichtwähler                                         | 966.546   | 11,55 %  |         |        |                    |         |
| Anzahl der Wahlberechtigten und Wahlbeteiligung | Anzahl der Wahlberechtigten und Wahlbeteiligung     | 8.368.029 | 88,45 %  | ▲0,07   |        |                    |         |

## Abstimmungsverhalten nach Region

### Region Brüssel-Hauptstadt
In Brüssel bildeten sich mehrere Kartelle aus französischsprachigen Parteien und deren niederländischsprachigen ideologischen Schwesterparteien. Formal traten alle diese Kartelle unter den Bezeichnungen der jeweiligen französischsprachigen Partei an. Auf den Listen fanden sich aber auch Mitglieder niederländischer Parteien. Im Endeffekt wurde auf der MR-Open Vld-Liste eine Open Vld-Abgeordnete gewählt und auf der gemeinsamen grünen Liste ein Ecolo-Abgeordneter und eine Groen-Abgeordnete. Auf der LE-CD&V-Liste wurden zwei LE-Parteigänger und auf der PS-Vooruit-Liste vier PS-Mitglieder gewählt.
| Region Brüssel-Hauptstadt                       | Region Brüssel-Hauptstadt                           | Region Brüssel-Hauptstadt | Region Brüssel-Hauptstadt | Region Brüssel-Hauptstadt | Region Brüssel-Hauptstadt | Region Brüssel-Hauptstadt | Region Brüssel-Hauptstadt |
| Partei                                          | Partei                                              | Stimmen                   | Stimmen                   | Stimmen                   | Sitze                     | Sitze                     | Sitze                     |
| Partei                                          | Partei                                              | Zahl                      | in %                      | +/-                       | Zahl                      | in %                      | +/- %                     |
| ----------------------------------------------- | --------------------------------------------------- | ------------------------- | ------------------------- | ------------------------- | ------------------------- | ------------------------- | ------------------------- |
|                                                 | MR Open Vld                                         | 120.155                   | 23,15                     | ▲5,69                     | 4 3 1                     | 25,00 18,75 6,25          | ▲1 ▬ ▲1                   |
|                                                 | PS Vooruit                                          | 96.516                    | 18,60                     | ▼1,38                     | 4 0                       | 25,00 0,00                | ▲1 ▲1 ▬                   |
|                                                 | PTB-PVDA französischsprachig niederländischsprachig | 86.927                    | 16,75                     | ▲4,47                     | 3 2 1                     | 18,75 12,50 6,25          | ▲1 ▲1 ▬                   |
|                                                 | Ecolo Groen                                         | 58.645                    | 11,30                     | ▼10,26                    | 2 1                       | 12,50 6,25                | ▼2 ▼3 Neu                 |
|                                                 | LE CD&V                                             | 49.425                    | 9,52                      | ▲3,71                     | 2 0                       | 12,50 0,00                | ▲1 ▲1 ▬                   |
|                                                 | DéFI                                                | 34.143                    | 6,58                      | ▼3,70                     | 1                         | 6,25                      | ▼1                        |
|                                                 | Team Fouad Ahidar                                   | 24.826                    | 4,78                      | Neu                       | 0                         | 0,00                      | Neu                       |
|                                                 | N-VA                                                | 14.472                    | 2,79                      | ▼0,40                     | 0                         | 0,00                      | ▬                         |
|                                                 | Vlaams Belang                                       | 12.754                    | 2,46                      | ▲0,90                     | 0                         | 0,00                      | ▬                         |
|                                                 | Collectif Citoyen                                   | 6.579                     | 1,27                      | Neu                       | 0                         | 0,00                      | Neu                       |
|                                                 | Parti.j BLANCO                                      | 3.287                     | 0,63                      | Neu                       | 0                         | 0,00                      | Neu                       |
|                                                 | Volt Belgien                                        | 3.032                     | 0,58                      | Neu                       | 0                         | 0,00                      | Neu                       |
|                                                 | Lutte Ouvriere                                      | 1.872                     | 0,36                      | Neu                       | 0                         | 0,00                      | Neu                       |
|                                                 | Agora                                               | 1.688                     | 0,33                      | Neu                       | 0                         | 0,00                      | Neu                       |
|                                                 | BELG.UNIE-BUB                                       | 1.604                     | 0,31                      | Neu                       | 0                         | 0,00                      | Neu                       |
|                                                 | Voor U / Pour Vous                                  | 1.534                     | 0,30                      | Neu                       | 0                         | 0,00                      | Neu                       |
|                                                 | l’Unie                                              | 1.467                     | 0,28                      | Neu                       | 0                         | 0,00                      | Neu                       |
| Gültige Stimmen                                 | Gültige Stimmen                                     | 518.926                   | 94,26                     |                           |                           |                           |                           |
| Ungültige Stimmen                               | Ungültige Stimmen                                   | 31.588                    | 5,74                      |                           |                           |                           |                           |
| Abgegebene Stimmen                              | Abgegebene Stimmen                                  | 550.514                   | 100,00                    | —                         | 16                        | 100,00                    | ▲1                        |
| Enthaltungen                                    | Enthaltungen                                        | 96.872                    | 14,96                     |                           |                           |                           |                           |
| Anzahl der Wahlberechtigten und Wahlbeteiligung | Anzahl der Wahlberechtigten und Wahlbeteiligung     | 647.386                   | 85,04                     |                           |                           |                           |                           |

### Flandern
| Flandern                                        | Flandern                                        | Flandern  | Flandern | Flandern | Flandern | Flandern | Flandern |
| Partei                                          | Partei                                          | Stimmen   | Stimmen  | Stimmen  | Sitze    | Sitze    | Sitze    |
| Partei                                          | Partei                                          | Zahl      | in %     | +/-      | Zahl     | in %     | +/- %    |
| ----------------------------------------------- | ----------------------------------------------- | --------- | -------- | -------- | -------- | -------- | -------- |
|                                                 | N-VA                                            | 1.111.873 | 25,56    | ▲0,10    | 24       | 27,59    | ▼1       |
|                                                 | Vlaams Belang                                   | 948.847   | 21,81    | ▲3,16    | 20       | 22,99    | ▲2       |
|                                                 | Vooruit                                         | 566.436   | 13,02    | ▲2,20    | 13       | 14,94    | ▲4       |
|                                                 | CD&V                                            | 557.392   | 12,81    | ▼1,36    | 11       | 12,64    | ▼1       |
|                                                 | Open Vld                                        | 380.659   | 8,75     | ▼4,75    | 7        | 8,05     | ▼5       |
|                                                 | PVDA                                            | 355.231   | 8,17     | ▲2,54    | 6        | 6,90     | ▲3       |
|                                                 | Groen                                           | 324.608   | 7,46     | ▼2,37    | 6        | 6,90     | ▼2       |
|                                                 | Sonstige                                        | 105.312   | 2,42     | ▲0,48    | 0        | 0,00     | ▬        |
| Gültige Stimmen                                 | Gültige Stimmen                                 | 4.350.358 | 95,75    |          |          |          |          |
| Ungültige Stimmen                               | Ungültige Stimmen                               | 193.259   | 4,25     |          |          |          |          |
| Abgegebene Stimmen                              | Abgegebene Stimmen                              | 4.543.617 | 100,00   | —        | 87       | 100,00   | ▬        |
| Enthaltungen                                    | Enthaltungen                                    | 484.147   | 9,63     |          |          |          |          |
| Anzahl der Wahlberechtigten und Wahlbeteiligung | Anzahl der Wahlberechtigten und Wahlbeteiligung | 5.027.764 | 90,37    |          |          |          |          |

#### Provinz Antwerpen
| Provinz Antwerpen                               | Provinz Antwerpen                               | Provinz Antwerpen | Provinz Antwerpen | Provinz Antwerpen | Provinz Antwerpen | Provinz Antwerpen | Provinz Antwerpen |
| ----------------------------------------------- | ----------------------------------------------- | ----------------- | ----------------- | ----------------- | ----------------- | ----------------- | ----------------- |
| Partei                                          | Partei                                          | Stimmen           | %                 | +/−               | Sitze             | %                 | +/−               |
|                                                 | N-VA                                            | 368.877           | 30,97             | ▼0,26             | 8                 | 33,33             | ▬                 |
|                                                 | Vlaams Belang                                   | 249.826           | 20,97             | ▲2,17             | 5                 | 20,83             | ▬                 |
|                                                 | Vooruit                                         | 127.973           | 10,74             | ▲2,69             | 3                 | 12,50             | ▲1                |
|                                                 | CD&V                                            | 125.894           | 10,57             | ▼0,51             | 3                 | 12,50             | ▬                 |
|                                                 | PVDA                                            | 125.257           | 10,52             | ▲2,87             | 2                 | 8,33              | ▬                 |
|                                                 | Groen                                           | 90.370            | 7,59              | ▼3,41             | 2                 | 8,33              | ▬                 |
|                                                 | Open Vld                                        | 70.890            | 5,95              | ▼3,69             | 1                 | 4,17              | ▼1                |
|                                                 | DierAnimal                                      | 10.341            | 0,87              | ▼0,30             | 0                 | 0,00              | ▬                 |
|                                                 | Voor U                                          | 8.639             | 0,73              | Neu               | 0                 | 0,00              | Neu               |
|                                                 | Parti.j BLANCO                                  | 7.221             | 0,61              | Neu               | 0                 | 0,00              | Neu               |
|                                                 | Volt Belgien                                    | 4.213             | 0,35              | ▲0,21             | 0                 | 0,00              | ▬                 |
|                                                 | BELG.UNIE-BUB                                   | 1.686             | 0,14              | Neu               | 0                 | 0,00              | Neu               |
| Gültige Stimmen                                 | Gültige Stimmen                                 | 1.191.187         | 96,41             |                   |                   |                   |                   |
| Ungültige Stimmen                               | Ungültige Stimmen                               | 44.400            | 3,59              |                   |                   |                   |                   |
| Abgegebene Stimmen                              | Abgegebene Stimmen                              | 1.235.587         | 100,00            | —                 | 24                | 100,00            | ▬                 |
| Enthaltungen                                    | Enthaltungen                                    | 138.337           | 10,07             |                   |                   |                   |                   |
| Anzahl der Wahlberechtigten und Wahlbeteiligung | Anzahl der Wahlberechtigten und Wahlbeteiligung | 1.373.924         | 89,93             |                   |                   |                   |                   |

#### Provinz Flämisch-Brabant
| Provinz Flämisch-Brabant                        | Provinz Flämisch-Brabant                        | Provinz Flämisch-Brabant | Provinz Flämisch-Brabant | Provinz Flämisch-Brabant | Provinz Flämisch-Brabant | Provinz Flämisch-Brabant | Provinz Flämisch-Brabant |
| ----------------------------------------------- | ----------------------------------------------- | ------------------------ | ------------------------ | ------------------------ | ------------------------ | ------------------------ | ------------------------ |
| Partei                                          | Partei                                          | Stimmen                  | %                        | +/−                      | Sitze                    | %                        | +/−                      |
|                                                 | N-VA                                            | 182.883                  | 25,52                    | ▼2,56                    | 4                        | 26,67                    | ▼1                       |
|                                                 | Vlaams Belang                                   | 119.345                  | 16,65                    | ▲3,20                    | 3                        | 20,00                    | ▲1                       |
|                                                 | Vooruit                                         | 98.092                   | 13,69                    | ▲4,22                    | 2                        | 13,33                    | ▲1                       |
|                                                 | CD&V                                            | 93.465                   | 13,04                    | ▼0,69                    | 2                        | 13,33                    | ▬                        |
|                                                 | Open Vld                                        | 83.744                   | 11,68                    | ▼3,70                    | 2                        | 13,33                    | ▼1                       |
|                                                 | PVDA                                            | 57.600                   | 8,04                     | ▲3,25                    | 1                        | 6,67                     | ▲1                       |
|                                                 | Groen                                           | 57.395                   | 8,01                     | ▼3,82                    | 1                        | 6,67                     | ▼1                       |
|                                                 | Voor U                                          | 9.961                    | 1,39                     | Neu                      | 0                        | 0,00                     | Neu                      |
|                                                 | Parti.j BLANCO                                  | 6.859                    | 0,96                     | Neu                      | 0                        | 0,00                     | Neu                      |
|                                                 | BELG.UNIE-BUB                                   | 4.086                    | 0,57                     | ▼0,08                    | 0                        | 0,00                     | ▬                        |
|                                                 | l’Unie                                          | 3.255                    | 0,45                     | Neu                      | 0                        | 0,00                     | Neu                      |
| Gültige Stimmen                                 | Gültige Stimmen                                 | 716.685                  | 95,34                    |                          |                          |                          |                          |
| Ungültige Stimmen                               | Ungültige Stimmen                               | 35.012                   | 4,66                     |                          |                          |                          |                          |
| Abgegebene Stimmen                              | Abgegebene Stimmen                              | 751.697                  | 100,00                   | —                        | 15                       | 100,00                   | ▬                        |
| Enthaltungen                                    | Enthaltungen                                    | 106.947                  | 12,46                    |                          |                          |                          |                          |
| Anzahl der Wahlberechtigten und Wahlbeteiligung | Anzahl der Wahlberechtigten und Wahlbeteiligung | 858.644                  | 87,54                    |                          |                          |                          |                          |

#### Provinz Limburg
| Provinz Limburg                                 | Provinz Limburg                                 | Provinz Limburg | Provinz Limburg | Provinz Limburg | Provinz Limburg | Provinz Limburg | Provinz Limburg |
| ----------------------------------------------- | ----------------------------------------------- | --------------- | --------------- | --------------- | --------------- | --------------- | --------------- |
| Partei                                          | Partei                                          | Stimmen         | %               | +/−             | Sitze           | %               | +/−             |
|                                                 | Vlaams Belang                                   | 141.988         | 24,62           | ▲4,88           | 3               | 25,00           | ▬               |
|                                                 | N-VA                                            | 136.606         | 23,68           | ▲1,11           | 3               | 25,00           | ▬               |
|                                                 | CD&V                                            | 90.715          | 15,73           | ▼2,95           | 2               | 16,67           | ▬               |
|                                                 | Vooruit                                         | 75.191          | 13,04           | ▼0,77           | 2               | 16,67           | ▬               |
|                                                 | PVDA                                            | 52.303          | 9,07            | ▲3,47           | 1               | 8,33            | ▲1              |
|                                                 | Open Vld                                        | 40.985          | 7,11            | ▼4,90           | 1               | 8,33            | ▬               |
|                                                 | Groen                                           | 27.619          | 4,79            | ▼2,09           | 0               | 0,00            | ▼1              |
|                                                 | Voor U                                          | 5.505           | 0,95            | Neu             | 0               | 0,00            | Neu             |
|                                                 | Parti.j BLANCO                                  | 4.660           | 0,81            | Neu             | 0               | 0,00            | Neu             |
|                                                 | BELG.UNIE-BUB                                   | 1.202           | 0,21            | Neu             | 0               | 0,00            | Neu             |
| Gültige Stimmen                                 | Gültige Stimmen                                 | 576.774         | 95,26           |                 |                 |                 |                 |
| Ungültige Stimmen                               | Ungültige Stimmen                               | 29.320          | 4,84            |                 |                 |                 |                 |
| Abgegebene Stimmen                              | Abgegebene Stimmen                              | 606.094         | 100,00          | —               | 12              | 100,00          | ▬               |
| Enthaltungen                                    | Enthaltungen                                    | 53.525          | 8,11            |                 |                 |                 |                 |
| Anzahl der Wahlberechtigten und Wahlbeteiligung | Anzahl der Wahlberechtigten und Wahlbeteiligung | 659.619         | 91,89           |                 |                 |                 |                 |

#### Provinz Ostflandern
| Provinz Ostflandern                             | Provinz Ostflandern                             | Provinz Ostflandern | Provinz Ostflandern | Provinz Ostflandern | Provinz Ostflandern | Provinz Ostflandern | Provinz Ostflandern |
| ----------------------------------------------- | ----------------------------------------------- | ------------------- | ------------------- | ------------------- | ------------------- | ------------------- | ------------------- |
| Partei                                          | Partei                                          | Stimmen             | %                   | +/−                 | Sitze               | %                   | +/−                 |
|                                                 | Vlaams Belang                                   | 234.888             | 22,61               | ▲2,58               | 5                   | 25,00               | ▲1                  |
|                                                 | N-VA                                            | 231.470             | 22,29               | ▲0,46               | 5                   | 25,00               | ▬                   |
|                                                 | Vooruit                                         | 127.758             | 12,30               | ▲2,14               | 3                   | 15,00               | ▲1                  |
|                                                 | CD&V                                            | 125.871             | 12,12               | ▼0,60               | 2                   | 10,00               | ▬                   |
|                                                 | Open Vld                                        | 119.200             | 11,48               | ▼6,38               | 2                   | 10,00               | ▼2                  |
|                                                 | Groen                                           | 103.722             | 9,99                | ▼0,33               | 2                   | 10,00               | ▬                   |
|                                                 | PVDA                                            | 75.942              | 7,31                | ▲1,78               | 1                   | 5,00                | ▬                   |
|                                                 | Parti.j BLANCO                                  | 8.057               | 0,78                | Neu                 | 0                   | 0,00                | Neu                 |
|                                                 | Voor U                                          | 8.007               | 0,77                | Neu                 | 0                   | 0,00                | Neu                 |
|                                                 | GV-Gezond Verstand                              | 2.352               | 0,23                | Neu                 | 0                   | 0,00                | Neu                 |
|                                                 | BELG.UNIE-BUB                                   | 1.390               | 0,13                | ▼0,08               | 0                   | 0,00                | ▬                   |
| Gültige Stimmen                                 | Gültige Stimmen                                 | 1.038.657           | 95,87               |                     |                     |                     |                     |
| Ungültige Stimmen                               | Ungültige Stimmen                               | 44.712              | 4,13                |                     |                     |                     |                     |
| Abgegebene Stimmen                              | Abgegebene Stimmen                              | 1.083.369           | 100,00              | —                   | 20                  | 100,00              | ▬                   |
| Enthaltungen                                    | Enthaltungen                                    | 99.209              | 8,39                |                     |                     |                     |                     |
| Anzahl der Wahlberechtigten und Wahlbeteiligung | Anzahl der Wahlberechtigten und Wahlbeteiligung | 1.182.578           | 91,61               |                     |                     |                     |                     |

#### Provinz Westflandern
| Provinz Westflandern                            | Provinz Westflandern                            | Provinz Westflandern | Provinz Westflandern | Provinz Westflandern | Provinz Westflandern | Provinz Westflandern | Provinz Westflandern |
| ----------------------------------------------- | ----------------------------------------------- | -------------------- | -------------------- | -------------------- | -------------------- | -------------------- | -------------------- |
| Partei                                          | Partei                                          | Stimmen              | %                    | +/−                  | Sitze                | %                    | +/−                  |
|                                                 | Vlaams Belang                                   | 202.800              | 24,52                | ▲4,13                | 4                    | 25,00                | ▬                    |
|                                                 | N-VA                                            | 192.037              | 23,22                | ▲1,80                | 4                    | 25,00                | ▬                    |
|                                                 | Vooruit                                         | 137.422              | 16,62                | ▲1,92                | 3                    | 18,75                | ▲1                   |
|                                                 | CD&V                                            | 121.447              | 14,68                | ▼2,99                | 2                    | 12,50                | ▼1                   |
|                                                 | Open Vld                                        | 65.840               | 7,96                 | ▼5,08                | 1                    | 6,25                 | ▼1                   |
|                                                 | Groen                                           | 45.502               | 5,50                 | ▼2,42                | 1                    | 6,25                 | ▬                    |
|                                                 | PVDA                                            | 44.129               | 5,34                 | ▲1,71                | 1                    | 6,25                 | ▲1                   |
|                                                 | Voor U                                          | 9.700                | 1,17                 | Neu                  | 0                    | 0,00                 | Neu                  |
|                                                 | Parti.j BLANCO                                  | 8.178                | 0,99                 | Neu                  | 0                    | 0,00                 | Neu                  |
| Gültige Stimmen                                 | Gültige Stimmen                                 | 827.055              | 95,41                |                      |                      |                      |                      |
| Ungültige Stimmen                               | Ungültige Stimmen                               | 39.815               | 4,59                 |                      |                      |                      |                      |
| Abgegebene Stimmen                              | Abgegebene Stimmen                              | 866.870              | 100,00               | —                    | 16                   | 100,00               | ▬                    |
| Enthaltungen                                    | Enthaltungen                                    | 86.129               | 9,04                 |                      |                      |                      |                      |
| Anzahl der Wahlberechtigten und Wahlbeteiligung | Anzahl der Wahlberechtigten und Wahlbeteiligung | 952.999              | 90,96                |                      |                      |                      |                      |

### Wallonien
| Wallonien                                       | Wallonien                                       | Wallonien | Wallonien | Wallonien | Wallonien | Wallonien | Wallonien |
| Partei                                          | Partei                                          | Stimmen   | Stimmen   | Stimmen   | Sitze     | Sitze     | Sitze     |
| Partei                                          | Partei                                          | Zahl      | in %      | +/-       | Zahl      | in %      | +/- %     |
| ----------------------------------------------- | ----------------------------------------------- | --------- | --------- | --------- | --------- | --------- | --------- |
|                                                 | MR                                              | 596.779   | 28,21     | ▲7,69     | 16        | 34,04     | ▲5        |
|                                                 | PS                                              | 435.086   | 21,98     | ▼4,14     | 12        | 25,53     | ▼5        |
|                                                 | LE                                              | 423.330   | 20,01     | ▲9,31     | 12        | 25,53     | ▲8        |
|                                                 | PTB                                             | 246.211   | 11,64     | ▼2,16     | 6         | 12,77     | ▼1        |
|                                                 | Ecolo                                           | 145.793   | 6,89      | ▼7,98     | 1         | 2,13      | ▼8        |
|                                                 | Chez Nous                                       | 64.058    | 3,03      | Neu       | 0         | 0,00      | Neu       |
|                                                 | DéFI                                            | 49.881    | 2,36      | ▼1,73     | 0         | 0,00      | ▬         |
|                                                 | N-VA                                            | 40.716    | 1,92      | Neu       | 0         | 0,00      | Neu       |
|                                                 | Sonstige                                        | 113.768   | 5,38      | ▼4,52     | 0         | 0,00      | ▬         |
| Gültige Stimmen                                 | Gültige Stimmen                                 | 2.115.622 | 91,59     |           |           |           |           |
| Ungültige Stimmen                               | Ungültige Stimmen                               | 191.730   | 8,31      |           |           |           |           |
| Abgegebene Stimmen                              | Abgegebene Stimmen                              | 2.307.352 | 100,00    | —         | 47        | 100,00    | ▼1        |
| Enthaltungen                                    | Enthaltungen                                    | 385.554   | 14,32     |           |           |           |           |
| Anzahl der Wahlberechtigten und Wahlbeteiligung | Anzahl der Wahlberechtigten und Wahlbeteiligung | 2.692.879 | 85,68     |           |           |           |           |

#### Provinz Hennegau
| Provinz Hennegau                                | Provinz Hennegau                                | Provinz Hennegau | Provinz Hennegau | Provinz Hennegau | Provinz Hennegau | Provinz Hennegau | Provinz Hennegau |
| ----------------------------------------------- | ----------------------------------------------- | ---------------- | ---------------- | ---------------- | ---------------- | ---------------- | ---------------- |
| Partei                                          | Partei                                          | Stimmen          | %                | +/−              | Sitze            | %                | +/−              |
|                                                 | PS                                              | 213.501          | 28,86            | ▼5,38            | 6                | 35,29            | ▼2               |
|                                                 | MR                                              | 192.759          | 26,05            | ▲10,11           | 5                | 29,41            | ▲2               |
|                                                 | LE                                              | 114.559          | 15,48            | ▲7,45            | 3                | 17,65            | ▲2               |
|                                                 | PTB                                             | 103.339          | 13,97            | ▼1,67            | 3                | 17,65            | ▬                |
|                                                 | Ecolo                                           | 36.750           | 4,97             | ▼7,34            | 0                | 0,00             | ▼3               |
|                                                 | Chez Nous                                       | 22.039           | 2,98             | Neu              | 0                | 0,00             | Neu              |
|                                                 | DéFI                                            | 15.189           | 2,05             | ▼1,71            | 0                | 0,00             | ▬                |
|                                                 | N-VA                                            | 14.184           | 1,92             | Neu              | 0                | 0,00             | Neu              |
|                                                 | Parti.j BLANCO                                  | 13.224           | 1,79             | Neu              | 0                | 0,00             | Neu              |
|                                                 | Collectif Citoyen                               | 7.201            | 0,97             | ▼0,12            | 0                | 0,00             | ▬                |
|                                                 | Lutte Ouvriere                                  | 4.680            | 0,63             | ▼0,15            | 0                | 0,00             | ▬                |
|                                                 | BELG.UNIE-BUB                                   | 2.426            | 0,33             | Neu              | 0                | 0,00             | Neu              |
| Gültige Stimmen                                 | Gültige Stimmen                                 | 739.851          | 90,27            |                  |                  |                  |                  |
| Ungültige Stimmen                               | Ungültige Stimmen                               | 79.718           | 9,73             |                  |                  |                  |                  |
| Abgegebene Stimmen                              | Abgegebene Stimmen                              | 819.569          | 100,00           | —                | 17               | 100,00           | ▼1               |
| Enthaltungen                                    | Enthaltungen                                    | 143.535          | 14,90            |                  |                  |                  |                  |
| Anzahl der Wahlberechtigten und Wahlbeteiligung | Anzahl der Wahlberechtigten und Wahlbeteiligung | 963.104          | 85,10            |                  |                  |                  |                  |

#### Provinz Lüttich
| Provinz Lüttich                                 | Provinz Lüttich                                 | Provinz Lüttich | Provinz Lüttich | Provinz Lüttich | Provinz Lüttich | Provinz Lüttich | Provinz Lüttich |
| ----------------------------------------------- | ----------------------------------------------- | --------------- | --------------- | --------------- | --------------- | --------------- | --------------- |
| Partei                                          | Partei                                          | Stimmen         | %               | +/−             | Sitze           | %               | +/−             |
|                                                 | MR                                              | 179.296         | 28,37           | ▲8,71           | 5               | 35,71           | ▲2              |
|                                                 | PS                                              | 137.443         | 21,75           | ▼3,16           | 3               | 21,43           | ▼2              |
|                                                 | LE                                              | 103.711         | 16,41           | ▲7,99           | 3               | 21,43           | ▲2              |
|                                                 | PTB                                             | 91.188          | 14,43           | ▼2,02           | 2               | 14,28           | ▼1              |
|                                                 | Ecolo                                           | 49.936          | 7,90            | ▼7,58           | 1               | 7,14            | ▼2              |
|                                                 | Chez Nous                                       | 21.877          | 3,46            | Neu             | 0               | 0,00            | Neu             |
|                                                 | DéFI                                            | 13.816          | 2,19            | ▼1,42           | 0               | 0,00            | ▬               |
|                                                 | N-VA                                            | 10.840          | 1,72            | Neu             | 0               | 0,00            | Neu             |
|                                                 | Parti.j BLANCO                                  | 10.656          | 1,69            | Neu             | 0               | 0,00            | Neu             |
|                                                 | Collectif Citoyen                               | 8.289           | 1,31            | ▲0,12           | 0               | 0,00            | ▬               |
|                                                 | RMC                                             | 3.361           | 0,53            | Neu             | 0               | 0,00            | Neu             |
|                                                 | BELG.UNIE-BUB                                   | 1.502           | 0,24            | Neu             | 0               | 0,00            | Neu             |
| Gültige Stimmen                                 | Gültige Stimmen                                 | 631.915         | 92,16           |                 |                 |                 |                 |
| Ungültige Stimmen                               | Ungültige Stimmen                               | 53.780          | 7,84            |                 |                 |                 |                 |
| Abgegebene Stimmen                              | Abgegebene Stimmen                              | 685.695         | 100,00          | —               | 14              | 100,00          | ▼1              |
| Enthaltungen                                    | Enthaltungen                                    | 134.770         | 15,35           |                 |                 |                 |                 |
| Anzahl der Wahlberechtigten und Wahlbeteiligung | Anzahl der Wahlberechtigten und Wahlbeteiligung | 810.049         | 84,65           |                 |                 |                 |                 |

#### Provinz Luxemburg
| Provinz Luxemburg                               | Provinz Luxemburg                               | Provinz Luxemburg | Provinz Luxemburg | Provinz Luxemburg | Provinz Luxemburg | Provinz Luxemburg | Provinz Luxemburg |
| ----------------------------------------------- | ----------------------------------------------- | ----------------- | ----------------- | ----------------- | ----------------- | ----------------- | ----------------- |
| Partei                                          | Partei                                          | Stimmen           | %                 | +/−               | Sitze             | %                 | +/−               |
|                                                 | LE                                              | 56.289            | 32,09             | ▲8,64             | 2                 | 50,00             | ▲1                |
|                                                 | MR                                              | 54.196            | 30,90             | ▲7,34             | 1                 | 25,00             | ▬                 |
|                                                 | PS                                              | 29.488            | 16,81             | ▼1,86             | 1                 | 25,00             | ▬                 |
|                                                 | Ecolo                                           | 13.506            | 7,70              | ▼8,30             | 0                 | 0,00              | ▼1                |
|                                                 | Chez Nous                                       | 5.888             | 3,36              | Neu               | 0                 | 0,00              | Neu               |
|                                                 | N-VA                                            | 4.413             | 2,52              | Neu               | 0                 | 0,00              | Neu               |
|                                                 | Collectif Citoyen                               | 4.300             | 2,45              | Neu               | 0                 | 0,00              | Neu               |
|                                                 | DéFI                                            | 3.975             | 2,27              | ▼0,71             | 0                 | 0,00              | ▬                 |
|                                                 | Parti.j BLANCO                                  | 3.354             | 1,91              | Neu               | 0                 | 0,00              | Neu               |
| Gültige Stimmen                                 | Gültige Stimmen                                 | 175.409           | 90,56             |                   |                   |                   |                   |
| Ungültige Stimmen                               | Ungültige Stimmen                               | 18.282            | 9,44              |                   |                   |                   |                   |
| Abgegebene Stimmen                              | Abgegebene Stimmen                              | 193.691           | 100,00            | —                 | 4                 | 100,00            | ▬                 |
| Enthaltungen                                    | Enthaltungen                                    | 26.859            | 12,18             |                   |                   |                   |                   |
| Anzahl der Wahlberechtigten und Wahlbeteiligung | Anzahl der Wahlberechtigten und Wahlbeteiligung | 220.550           | 87,82             |                   |                   |                   |                   |

#### Provinz Namur
| Provinz Namur                                   | Provinz Namur                                   | Provinz Namur | Provinz Namur | Provinz Namur | Provinz Namur | Provinz Namur | Provinz Namur |
| ----------------------------------------------- | ----------------------------------------------- | ------------- | ------------- | ------------- | ------------- | ------------- | ------------- |
| Partei                                          | Partei                                          | Stimmen       | %             | +/−           | Sitze         | %             | +/−           |
|                                                 | LE                                              | 90.694        | 29,05         | ▲12,00        | 3             | 42,86         | ▲2            |
|                                                 | MR                                              | 80.042        | 25,64         | ▲5,87         | 2             | 28,57         | ▲1            |
|                                                 | PS                                              | 52.913        | 16,95         | ▼5,16         | 1             | 14,28         | ▼1            |
|                                                 | PTB                                             | 31.463        | 10,08         | ▼1,84         | 1             | 14,28         | ▬             |
|                                                 | Ecolo                                           | 22.014        | 7,05          | ▼8,14         | 0             | 0,00          | ▼1            |
|                                                 | Chez Nous                                       | 9.595         | 3,07          | Neu           | 0             | 0,00          | Neu           |
|                                                 | DéFI                                            | 8.151         | 2,61          | ▼2,25         | 0             | 0,00          | ▬             |
|                                                 | N-VA                                            | 5.526         | 1,77          | Neu           | 0             | 0,00          | Neu           |
|                                                 | Parti.j BLANCO                                  | 5.357         | 1,72          | Neu           | 0             | 0,00          | Neu           |
|                                                 | Collectif Citoyen                               | 4.556         | 1,46          | ▲0,67         | 0             | 0,00          | ▬             |
|                                                 | Agora                                           | 983           | 0,31          | Neu           | 0             | 0,00          | Neu           |
|                                                 | BELG.UNIE-BUB                                   | 881           | 0,28          | Neu           | 0             | 0,00          | Neu           |
| Gültige Stimmen                                 | Gültige Stimmen                                 | 312.175       | 92,27         |               |               |               |               |
| Ungültige Stimmen                               | Ungültige Stimmen                               | 26.171        | 7,73          |               |               |               |               |
| Abgegebene Stimmen                              | Abgegebene Stimmen                              | 338.346       | 100,00        | —             | 7             | 100,00        | ▲1            |
| Enthaltungen                                    | Enthaltungen                                    | 51.661        | 13,25         |               |               |               |               |
| Anzahl der Wahlberechtigten und Wahlbeteiligung | Anzahl der Wahlberechtigten und Wahlbeteiligung | 390.007       | 86,75         |               |               |               |               |

#### Provinz Wallonisch-Brabant
| Provinz Wallonisch-Brabant                      | Provinz Wallonisch-Brabant                      | Provinz Wallonisch-Brabant | Provinz Wallonisch-Brabant | Provinz Wallonisch-Brabant | Provinz Wallonisch-Brabant | Provinz Wallonisch-Brabant | Provinz Wallonisch-Brabant |
| ----------------------------------------------- | ----------------------------------------------- | -------------------------- | -------------------------- | -------------------------- | -------------------------- | -------------------------- | -------------------------- |
| Partei                                          | Partei                                          | Stimmen                    | %                          | +/−                        | Sitze                      | %                          | +/−                        |
|                                                 | MR                                              | 90.486                     | 35,31                      | ▲0,34                      | 3                          | 60,00                      | ▬                          |
|                                                 | LE                                              | 58.077                     | 22,66                      | ▲15,06                     | 1                          | 20,00                      | ▲1                         |
|                                                 | PS                                              | 31.741                     | 12,39                      | ▼2,88                      | 1                          | 20,00                      | ▬                          |
|                                                 | Ecolo                                           | 23.587                     | 9,20                       | ▼10,56                     | 0                          | 0,00                       | ▼1                         |
|                                                 | PTB                                             | 20.221                     | 7,89                       | ▲0,50                      | 0                          | 0,00                       | ▬                          |
|                                                 | DéFI                                            | 8.750                      | 3,41                       | ▼2,70                      | 0                          | 0,00                       | ▬                          |
|                                                 | N-VA                                            | 5.753                      | 2,24                       | Neu                        | 0                          | 0,00                       | Neu                        |
|                                                 | Parti.j BLANCO                                  | 4.830                      | 1,88                       | Neu                        | 0                          | 0,00                       | Neu                        |
|                                                 | Collectif Citoyen                               | 4.781                      | 1,87                       | ▲0,53                      | 0                          | 0,00                       | ▬                          |
|                                                 | Chez Nous                                       | 4.659                      | 1,82                       | Neu                        | 0                          | 0,00                       | Neu                        |
|                                                 | BELG.UNIE-BUB                                   | 1.003                      | 0,39                       | Neu                        | 0                          | 0,00                       | Neu                        |
|                                                 | l’Unie                                          | 918                        | 0,36                       | Neu                        | 0                          | 0,00                       | Neu                        |
|                                                 | Agora                                           | 802                        | 0,31                       | Neu                        | 0                          | 0,00                       | Neu                        |
|                                                 | RMC                                             | 664                        | 0,26                       | Neu                        | 0                          | 0,00                       | Neu                        |
| Gültige Stimmen                                 | Gültige Stimmen                                 | 256.272                    | 94,90                      |                            |                            |                            |                            |
| Ungültige Stimmen                               | Ungültige Stimmen                               | 13.779                     | 5,10                       |                            |                            |                            |                            |
| Abgegebene Stimmen                              | Abgegebene Stimmen                              | 270.051                    | 100,00                     | —                          | 5                          | 100,00                     | ▬                          |
| Enthaltungen                                    | Enthaltungen                                    | 39.118                     | 12,65                      |                            |                            |                            |                            |
| Anzahl der Wahlberechtigten und Wahlbeteiligung | Anzahl der Wahlberechtigten und Wahlbeteiligung | 309.169                    | 87,35                      |                            |                            |                            |                            |

## Nach der Wahl
Nach Bekanntwerden des Wahlergebnisses, das als Wahlniederlage der regierenden Vivaldi-Koalition gewertet wurde, erklärte Ministerpräsident de Croo am 10. Juni 2024 seinen Rücktritt, blieb zunächst jedoch geschäftsführend im Amt. Trotz relativ guter persönlicher Beliebtheitswerte hatte de Croos Partei, die flämischen Liberalen Open VLD, deutlich verloren und nur noch 5,5 Prozent der Stimmen erhalten.
| Parteien                                          | Sitze |
| ------------------------------------------------- | ----- |
| N-VA, MR, LE, CD&V, Vooruit („Arizona-Koalition“) | 081   |
| N-VA, MR, LE, CD&V, PS                            | 084   |
| N-VA, MR, LE, CD&V, Groen, Ecolo                  | 078   |
| - absolute Mehrheit ab 76 Sitzen -                |       |
| Sitze gesamt                                      | 150   |

Da die Vivaldi-Koalition eindeutig abgewählt schien, richteten sich nach der Wahl viele Augen auf den N-VA-Vorsitzenden Bart De Wever, dessen Partei zur stärksten Partei in Flandern und auf nationaler Ebene geworden war. Vertreter des wallonischen MR und von Les Engagés erklärten sich grundsätzlich bereit, mit der N-VA in eine Koalition einzutreten, auch unter einem Premierminister De Wever. Da diese drei Parteien jedoch nur über 57 der für eine parlamentarische Mehrheit mindestens benötigten 76 Mandate verfügten, waren weitere Koalitionspartner nötig. Erster Kandidat hierfür waren die flämischen Christdemokraten cd&v (11 Mandate). Als weiterer, zusätzlich notwendiger Mehrheitsbeschaffer kamen nach Lage der Dinge nur die Sozialisten oder Grünen in Frage. Die linksradikale PTB/PVDA galt als nicht koalitionsfähig, der Vlaams Belang war für keine wallonische Partei ein denkbarer Koalitionspartner, und Open VLD hatte schon vor der Wahl angekündigt, im Falle einer Wahlniederlage nicht in eine neue Regierung eintreten zu wollen.
Am 13. Juni 2024 beauftragte Belgiens König Philippe De Wever als Vorsitzenden der größten Partei mit der Regierungsbildung. De Wever bemühte sich zunächst, eine sogenannte „Arizona-Koalition“ aus den flämischen Parteien N-VA, CD&V und Vooruit und aus den frankophonen Parteien MR und Les Engagés zustande zu bringen. Am 25. Juli 2024 verlängerte der König der Regierungsbildungsauftrag von De Wever bis zum 19. August 2024. Da sich auch trotz einer Verlängerung der Frist um 3 Tage kein Kompromiss abzeichnete, trat De Wever als Regierungsbildner am Abend des 22. August 2024 zurück.
Am 2. September 2024 erteilte der König De Wever erneut den Auftrag zur Regierungsbildung bis zum 23. September 2024. Zuvor hatte Maxime Prévot (Les Engagés), der als Vermittler agierte, betont, dass die fünf Parteien der sogenannten „Arizona“-Koalition alle an einer konstruktiven Lösung interessiert seien. Da bis zum 23. September 2024 noch keine Einigung erzielt worden war, verlängerte der König den Auftrag De Wevers bis zum 17. Oktober 2024.
Bei den Kommunalwahlen am 13. Oktober 2024 konnte die N-VA ihre Position als stärkste Partei Flanderns behaupten, insbesondere auch in Antwerpen, wo De Wever als Bürgermeister amtierte. Beobachter sahen dadurch die Position De Wevers bei den Koalitionsverhandlungen gestärkt. Am 17. Oktober 2024 verlängerte der König erneut De Wevers Mandat zur Regierungsbildung bis zum 4. November.
Am 4. November 2024 bat De Wever König Philippe zum zweiten Mal um Entbindung vom Auftrag der Regierungsbildung. Die Gespräche waren in eine Sackgasse geraten, weil Vooruit-Chef Conner Rousseau eine stärkere Besteuerung von Wohlhabenden gefordert hatte. Zuvor waren die Koalitionsverhandlungen geplatzt, weil der MR-Vorsitzende Georges-Louis Bouchez damals mehr Rücksicht auf Vermögende verlangt hatte. Der König lehnte erneut De Wevers Antrag ab und verlängerte sein Mandat zur Regierungsbildung um eine Woche bis zum 12. November 2024. Beobachter sahen jedoch die Aussichten für die Bildung einer „Arizona-Koalition“ in die Ferne gerückt. Am 11. November 2024 gab es eine erneute Verlängerung des Mandats von De Wever bis zum 26. November 2024. Am 25. November 2024 folgte eine Verlängerung bis zum 10. 
Dezember 2024 und am 11. Dezember um weitere 10 Tage bis zum 20. Dezember 2024.
Am 7. Januar 2025 erstattete de Wever zum 17. Mal dem König Bericht über den Stand der Verhandlungen und erhielt erneut den Auftrag zur Regierungsbildung. De Wever deutete an, dass er diesen Auftrag letztmalig annehme.
Am 31. Januar 2025, nach über 230 Verhandlungstagen, einigten sich die Unterhändler der Arizona-Parteien N-VA, CD&V, Vooruit, MR und Les Engagées auf eine Koalition. Am späten Abend erstattete de Wever (N-VA) dem König darüber Bericht; dieser verlängerte das Verhandlungsmandat bis zur Amtseinführung der neuen Bundesregierung.
Am 3. Februar 2025 wurden die Mitglieder der Regierung De Wever von König Philippe vereidigt.